# Jean-Pierre Rousselot
Pour les articles homonymes, voir Rousselot.

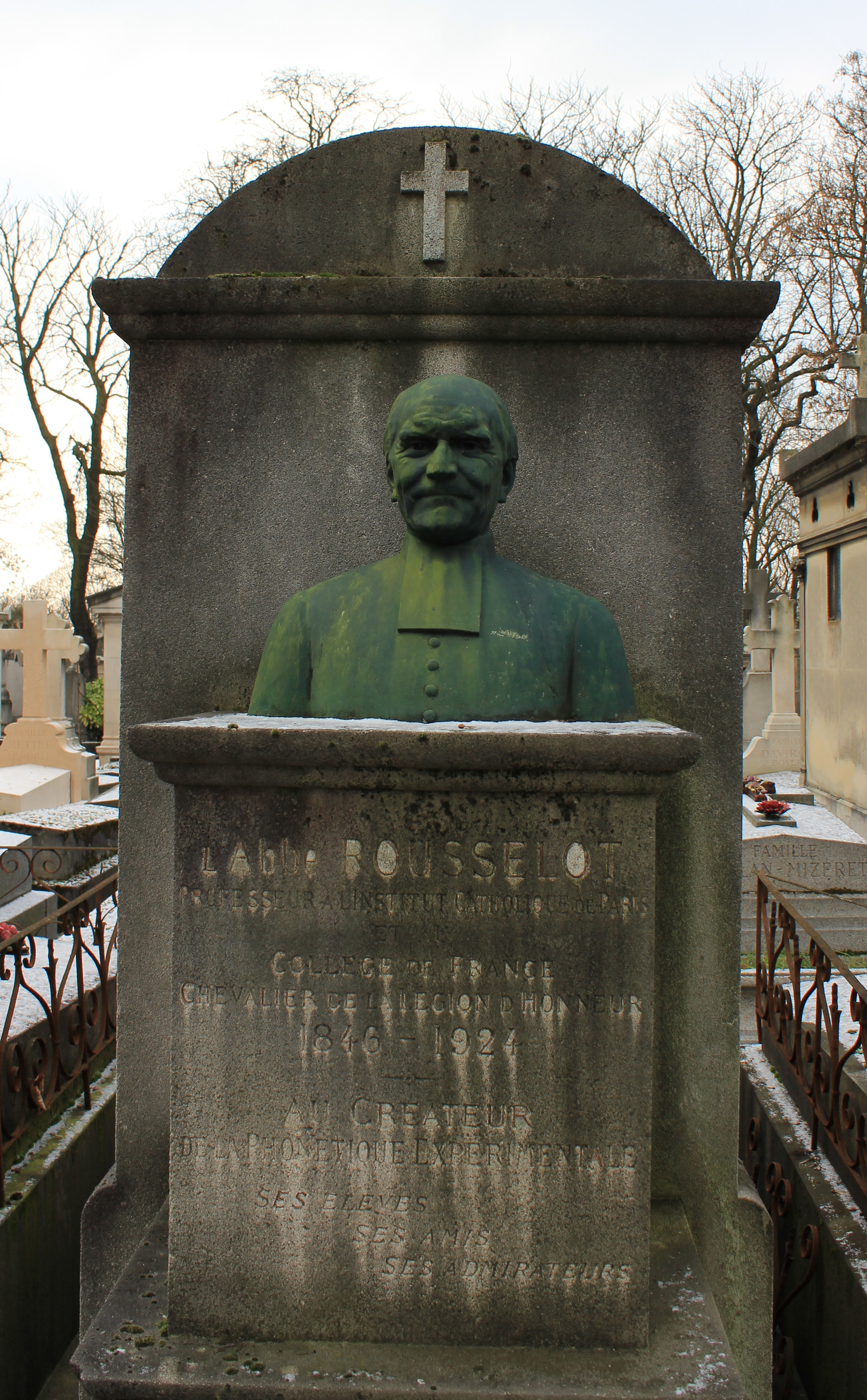
Buste de Rousselot surmontant sa stèle tombale au cimetière du Père-Lachaise.

Jean Rousselot est un phonéticien et dialectologue français, né le 14 octobre 1846 à Saint-Claud, en Charente, et mort le 16 décembre 1924 à Paris.
L'abbé Rousselot est considéré comme le fondateur de la phonétique expérimentale tant en recherche fondamentale qu'en recherche appliquée. Il a proposé d'étudier les modifications phonétiques des parlers par une méthode expérimentale et d’en induire les lois phonétiques des changements en cours et plus généralement les processus analysés jusque-là par la linguistique historique. Les deux volumes des Principes de Phonétique Expérimentale qui sont publiés en 1897 et 1901 marquent le tournant d’une véritable réarticulation scientifique : la phonétique, après la médecine de Claude Bernard (1865) et la psychologie de Pierre Janet (1889), va ainsi se déplacer dans le cadre des sciences expérimentales des sciences de la vie et de l'Homme. C'est par des observations sur le terrain qu'il comprend que « la phonétique devait prendre pour base, non des textes morts, mais l'homme vivant et parlant ». C'est par l'incapacité de ses maîtres à réentendre à partir de ses propres notations ce que son oreille exercée avait entendu sur le terrain qu'il se met à l'enregistrement à l'aide d'appareils dérivés ou créés à partir de l'instrumentation de la physiologie expérimentale du laboratoire d'Étienne-Jules Marey du Collège de France. Pour lui, la phonétique expérimentale, science d'observation et d'expérimentation, débouche naturellement sur des applications pédagogiques et thérapeutiques. L'enseignement du français, des langues étrangères, la correction des erreurs de prononciation et la rééducation des sourds en constitueront les champs.
L'abbé Rousselot a influencé de nombreux phonéticiens français ou étrangers, notamment : Josef Chlumsky, Jean Poirot, Giulio Panconcelli-Calzia (de), Théodore Rosset, George Oscar Russell, Raymond Herbert Stetson.

## Éléments biographiques
Né le 14 octobre 1846 à Saint-Claud, l'abbé Rousselot est fils de modestes cloutiers. Sa mère ne parle que le patois local, son père patois et français. Après être allé à l’école communale, il devient l’élève du curé de Cellefrouin puis il entre au Petit Séminaire de Richemont en classe de seconde. En 1870, il est ordonné prêtre.
Jean est son prénom d’état civil et Pierre pour sa famille (apparaissent ainsi les dénominations de Jean-Pierre, Pierre-Jean et dans certains cas Pierre ou Jean). Lui-même signe ses publications sous le nom de L'abbé Rousselot ou de L'abbé P.-J. Rousselot.
De 1871 à 1873, vicaire de Cognac et curé de Javrezac, il continue ses études de philologie et apprend des langues étrangères (espagnol, anglais, allemand).
De 1873 à 1879, il est professeur au petit-séminaire de Richemont, il s’occupe particulièrement de l’étude pratique du latin et du grec et enseigne aussi la littérature. En 1877, il est bachelier ès lettres et en 1878, il est licencié ès lettres.
Il reste en congé de maladie en 1879-1880.
Au cours de l’été de 1879, il commence des recherches sur les limites des langues d’oc et d’oïl en vue d’une thèse de doctorat. Il entreprend une vaste enquête dialectale qu'une maladie l'oblige d'interrompre. Rentré au foyer, l'ouïe sans doute affinée par ses observations précédentes, il constate que le parler de sa mère, de ses camarades et de leurs parents, diffèrent du sien ce qui oriente son attention vers l'étude généalogique des patois.
De 1880 à 1885, il fait de nombreux voyages en France et à Paris. Il en profite pour étudier les patois et suivre les cours de géologie d'Albert-Auguste de Lapparent, ceux d'Édouard Branly, sur la propagation du son par radiocommunication à l'Institut catholique, et d'Henri Becquerel, sur l’électricité et la télégraphie aux Arts et Métiers. Il réalise d'ailleurs une pile à circulation et en prend le brevet.
En 1885, il entre à l’École des Carmes. Il suit les cours de philologie romane de Gaston Paris, Paul Meyer, Arsène Darmesteter, Jules Gilliéron, Alfred Morel-Fatio et de philologie indo-européenne de Michel Bréal, d'Arbois de Jubainville, Bergaigne et il étudie la paléographie avec Léon Gautier.
Par ailleurs, il est en relation avec Karl Rudolf Koenig, l'élève et le constructeur d'Helmholtz, qui l'initie aux traditions du fondateur de l'acoustique. Il devient physiologiste sous la direction de Jules Dejerine à la Salpétrière où il s'occupe de la rééducation d'aphasiques.
En 1885, Gaston Paris conseille à son élève de s'intéresser aux travaux du docteur Charles-Léopold Rosapelly. En effet, dès 1874, la Société de Linguistique de Paris avait consulté Etienne-Jules Marey dans le but d’appliquer la méthode graphique aux mouvements de la parole, le Dr Rosappely initia ce travail. Rousselot commence alors ses premières recherches de phonétiques expérimentales et crée son premier appareil (inscription électrique de la Parole, 1886).
En 1887, il est chargé d’un cours d’histoire de la langue française à l’Institut catholique de Paris. Par ailleurs la même année, il fonde avec Jules Gilliéron la Revue des patois gallo-romans qui cessera de paraître en 1893.
En 1889, à l'Institut catholique de Paris, grâce à son supérieur, Maurice d'Hulst, la première chaire de phonétique expérimentale ainsi que le premier laboratoire de phonétique au monde sont créés pour lui. Cette même année, il est chargé par le Ministère de l’Instruction publique d’une enquête sur les patois des Alpes italiennes.
En 1891, il soutient sa thèse à la Faculté des lettres de Paris pour l’obtention du doctorat ès lettres : Les modifications phonétiques du langage étudiées dans le patois d’une famille de Cellefrouin (Charente). Ferdinand Brunot écrira sur cette thèse : « Ce travail, à première vue si limité, a une portée considérable, car l'auteur y pose définitivement les bases d'une science nouvelle : la linguistique expérimentale ». (Cette thèse est publiée dans le tome 5 de la Revue des patois gallo-romans et chez Welter, éditeur à Paris).
À partir de 1891, le laboratoire de Rousselot sert à des explorations philologiques. En 1891, il est transporté en Angoumois ; en 1892, à l'appel du professeur Edouard Koschwitz de l'Université de Greifswald et sur l'invitation des néophilologues allemands, à Berlin ; en 1893-4-5, à Greifswald ; en 1897-98, à Marbourg ; en 1903, à Koenigsberg. En 1895, réclamé par Joseph Loth, il fait le voyage de Rennes et parcourt la Bretagne française. Plus tard, il ira à Londres. L'abbé Jean-Marie Meunier en emportera un semblable à Nevers, Hubert Pernot à Chio, Léonce Roudet à Nancy, M. Schmitt à Chicago…
En 1893, il participe à la création de la Société des parlers de France.
En 1894-1895, il crée avec le professeur Edouard Koschwitz le premier Cours de vacances pour le français à Greifswald, le continue à Marbourg et à Koenisberg, prend part à ceux de Paris à dans le cadre des Cours de vacances de l’Alliance française dirigé par Ferdinand Brunot.
En 1895, il occupe le poste de président de la Société Linguistique de Paris.
En 1897, un laboratoire de phonétique expérimentale est créé auprès de la chaire de Grammaire comparée du Collège de France tenue par Michel Bréal. L'abbé Rousselot y est nommé au poste de préparateur, il y restera quinze ans. Des savants du monde entier y viennent. Un grand nombre de langues, du Maia du Yucatan jusqu'au guarani du Paraguay, y sont étudiées. Des thèses de phonétique en sortent : celles de Hubert Pernot, Freeman M. Josselyn, Giulio Panconcelli-Calzia, Eugène Landry, Paul Verrier, Georges Lote…
De 1899 à 1904, l'attention de Rousselot se porte aussi sur les troubles de l'audition. Souhaitant qu'une école d'éducation de l'oreille pour sourds-muets et sourds accidentels soit annexée à son laboratoire, il la trouve en l'Institut de laryngologie et d'orthophonie qu'il fonde avec le Dr Marcel Natier. Il codirige alors avec ce dernier la revue La Parole, revue internationale de rhinologie, otologie, laryngologie et phonétique expérimentale.
En 1911, il fonde avec l'helléniste Hubert Pernot, son élève phonéticien et collaborateur, la Revue de phonétique qui paraîtra jusqu'en 1914. Cette même année, en s'appuyant à la fois sur les travaux de l'abbé Rousselot et sur les exemples étrangers d'archives phonographiques, le linguiste Ferdinand Brunot crée les Archives de la parole, première pierre de l'Institut de phonétique de l'Université de Paris avec l'aide d'Emile Pathé qui fournit un laboratoire d'enregistrement et du personnel.
Pendant la guerre 1914-1918, l’abbé Rousselot met au point des techniques de repérage par le son des canons ennemis les Berthas ainsi que des sous-marins allemands, ce qui le conduira à recevoir le grade de chevalier dans l’Ordre de la Légion d’honneur.
En 1922, il obtient enfin un poste de chargé de cours au Collège de France, puis une chaire de phonétique expérimentale en 1923.
Il meurt le 16 décembre 1924, dans son appartement situé au 23, rue des Fossés-Saint-Jacques. L’abbé Rousselot est enterré au cimetière du Père-Lachaise à Paris.
À sa mort en 1924, des laboratoires de phonétique expérimentale s'élèvent dans le monde entier. En dehors de celui du collège de France, Paris en compte quatre autres, à la Sorbonne, à l'Alliance française, aux Sourds-Muets, et celui de M. le Dr Alfred Thooris spécialement orienté vers les sports et la préparation militaire. En France, ceux de Montpellier, Rennes, Lille, Grenoble, Lyon ; à l'étranger, Liège, Louvain, Groningue, Hambourg, Marbourg, Koenigsberg, Kazan, Cluj (Klausenbourg), Skopje, Prague, Bologne, Barcelone, Madrid, Londres, La Havane, San Francisco, Tokyo…

## Distinctions honorifiques
- Docteur ès Lettres (28 octobre 1892)
- Prix Volney pour sa thèse (1893)
- Prix Volney pour la 1re partie de ses Principes de phonétiques (1896)
- Prix Chavée pour la 2e partie (1908)
- Mention honorable de l’Académie de Médecine pour son mémoire « Phonétique et Surdité »
- Membre de l’Académie de Leyde, de la Société philologique de Saint-Pétersbourg, de l’Académie malgache, de l’Académie de Prague
- Docteur honoris causa de l’Université de Greifswald
- Grand Prix de l’Exposition universelle (1900)
- Officier de l’Instruction publique (1907)
- Chevalier de la Légion d’honneur (30 septembre 1920)

## Témoignages de contemporains de l’Abbé Rousselot

### Edward Wheeler Scripture(en)
Professor of Experimental Phonetics in the University of Vienna.
« The first service of l’Abbé Rousselot was to introduce a new method into the study of speech and language. Since the days of Bopp and Grimm, linguitics has developed into a great edifice of learning through the study of the languages of the past. Under the leadership of Paul and Sweet, the later workers began to consider languages as the productions of speaking individuals. Sweet in particular emphasized the importance of studying the sounds as they are made by persons of the present day. Rousselot’s great contributions to linguistics are his introduction of methods of accurate registration and measurement into the study of language, and his insistence upon the fact it is only by studying the phenomena going on around us to-day that we can understand what has happened in the past. When Rousselot set him-self to study the dialects of his native town by experimental methods, his act was as important in linguistics as Galileo’s dropping the weights from the tower of Pisa was in physics. Unfortunately, Rousselot apparatus did not make so much noise as Galileo’s weights, and, even after thirty years, hardly a linguist has awakened to the fact that a new method lies ready for his use.

The first problem that confronted Rousselot was the necessity for inventing apparatus for registering and studying speech. Under his directions the apparatus-mechanician Charles Verdin produced a series of new pieces of great use.
Rousselot plunged into the most manifold problems relating to speech, and most of his life was devoted to phonetics in all its branches, so much so that the linguistic problems fell into the background. His pupils were trained as phoneticians, and not as linguists. This was, and still is, the necessary stage in development, because, until the phonetic principles are well established, there is no hope of attacking the larger problems of linguistics.

Rousselot foresaw and began the application of phonetic methods to the teaching of languages, to the study of the singing voice and other scientific and pratical disciplines. He is fully entitled to honour as the « Father of Experimental Phonetics ». »
— Edward W. Scripture, L’Abbé Rousselot Reprinted from « Modern Languages », October, 1924

### Maurice Croiset
Administrateur du Collège de France

« Le savant éminent auquel j’apporte ici, au nom du Collège de France, un suprême et douloureux adieu, a été, dans l’ordre de ses recherches, un créateur ; et si l’on appelle génie ce don naturel ou cet effort exceptionnel de l’esprit par lequel une pensée active fraye des voies nouvelles et se réalise en inventions fécondes, on peut dire qu’il y a eu dans celles de l’Abbé Rousselot quelque chose de génial.
Son nom demeurera attaché à celui de la Phonétique expérimentale, qui a été son œuvre ; et dans cette œuvre se résume toute sa vie entière. »

— Maurice Croiset, Discours aux obsèques de l’Abbé Rousselot 18 décembre 1924

### Gabriel Tarde
Sociologue

« Si l'on veut faire de la sociologie une science vraiment expérimentale et lui imprimer le plus profond cachet de précision, il faut, je crois, par la collaboration d'un grand nombre d'observateurs dévoués, généraliser la méthode de l'abbé Rousselot en ce qu'elle a d'essentiel. Supposez que vingt, trente, cinquante sociologues, nés en des régions différentes de la France ou d'autres pays, rédigent, chacun à part, avec le plus de soin et de minutie possible, la série des petites transformations d'ordre politique, d'ordre économique, etc., qu'il leur a été donné d'observer dans leur petite ville ou leur bourgade natale, et d'abord dans leur entourage immédiat ; - supposez qu'au lieu de se borner à des généralités, ils notent par le menu les manifestations individuelles d'une hausse ou d'une baisse de foi religieuse ou de foi politique, de moralité ou d'immoralité, de luxe, de confort, d'une modification de croyance politique ou religieuse, qui se sont fait jour sous leurs yeux depuis qu'ils ont l'âge de raison, dans leur propre famille d'abord, dans le cercle de leurs amis ; - supposez qu'ils fassent des efforts, comme le linguiste distingué cité plus haut, pour remonter à la source individuelle des petites diminutions, ou augmentations, ou transformations, d'idées et de tendances, qui se sont propagées de là dans un certain groupe de gens et qui se traduisent par d'imperceptibles changements dans le langage, dans les gestes, dans la toilette, dans les habitudes quelconques; - supposez cela, et vous verrez que de l'ensemble de monographies pareilles, éminemment instructives, ne pourraient manquer de se dégager les plus importantes vérités, les plus utiles à connaître non seulement pour le sociologue mais pour l'homme d'État. Ces monographies narratives différeraient profondément des monographies descriptives et seraient tout autrement éclairantes. Ce sont les changements sociaux qu'il s'agit de surprendre sur le vif et par le menu pour comprendre les états sociaux, et l'inverse n'est pas vrai. On a beau accumuler des constats d'états sociaux dans tous les pays du monde, la loi de leur formation n'apparaît pas, elle disparaîtrait plutôt sous le faix des documents entassés. Mais celui qui connaîtrait bien, dans le détail précis, le changement des mœurs sur quelques points particuliers, pendant dix ans et dans un seul pays, ne pourrait manquer de mettre la main sur la formule générale des transformations sociales, et, par suite, des formations sociales mêmes, applicable en tout pays et en tout temps. - Il serait bon, pour une telle recherche, de procéder par voie de questionnaire d'abord très limité: on pourrait se demander, par exemple, dans certaines régions rurales du Midi, par qui et comment s'est introduite et s'est propagée parmi les paysans l'habitude de ne plus saluer les propriétaires aisés de leur voisinage, - ou sous quelles influences commence à se perdre la foi en la sorcellerie, aux loups-garous, etc. »

— Gabriel Tarde, In Les lois sociales. Esquisse d’une sociologie (1898) Édition en ligne note 2 page 65

## Publications

### Livres
- Les modifications phonétiques du langage étudiées dans le patois d'une famille de Cellefrouin (Charente), 1891, Paris, Welter, 372 p., gr. in-8°. Thèse principale, pour le doctorat ès lettres. Tirage à part de la Revue des patois gallo-romans, 1891.
- Principes de phonétique expérimentale, tome I, 1897-1901. Paris-Leipzig, Welter, p. 1-638, in-8°. Télécharger le tome I (35 Mo)
- Principes de phonétique expérimentale, tome II, Paris-Leipzig, Welter, 1901-1908, p. 639 à 1252, in-8°. Télécharger le tome II (23 Mo)
- Précis de prononciation française par l'abbé Rousselot et Fauste Laclotte, 1902, Paris-Leipzig, Welter, 255 p. in-8°. Deuxième édition, 1913, Paris-Leipzig, Welter, puis Didier.
- L'éducation de l'oreille dans la surdité, (Clermont (Oise)), 1903
- La Phonétique expérimentale, Leçon d'ouverture du Cours professé au Collège de France, 3 décembre 1922. Revue des Cours et conférences, 28 Février 1923

### Articles
(La Revue des patois gallo-romans, la revue La Parole et la Revue de phonétique sont accessibles sur le site de la BNF Gallica.)
- De vocabulorum congruentia in rustico Cellae Fruini sermone, (1887), p. 120-126.
- Prononciation du français au Canada, Bulletin de la Société de Linguistique de Paris, t. 6, 1887, p. cxl
- Revue des patois gallo-romans, recueil trimestriel publié, par J. Gilliéron et l'abbé Rousselot, 1887-1893. 5 vol : gr. in-8° en 21 fascicules, dont les 8 premiers à Paris (Champion) et Neuchâtel (Attinger) et les suivants chez Welter (Paris).
- Introduction à l'étude des patois, Revue des patois gallo-romans, tome I, 1887, p. 1-22.
- Textes variés (transcrits phonétiquement), Revue des patois gallo-romans, I (1887), p. 123-144, 201-208, 281-288 ; II (1888), p. 110-112, 282-288.
- Enquêtes, Revue des patois gallo-romans, I (1887), p. 159-160.
- Chroniques, Revue des patois gallo-romans, passim.
- Bibliographie, Revue des patois gallo-romans, passim.
- L'origine du langage - Esquisse d'une étude philologique, Congrès scientifique international des catholiques tenu à Paris du 8 au 13 avril 1888, Volume 1, Bureau des Annales de philosophie chrétienne, 1889, Paris, Alphonse Picard, p. 302-313.
- Compte rendu de la thèse de M. Labarao, Bulletin critique, 1889.
- La simplification de l'orthographe, Le Monde, 10 février 1890, p.1, Paris.
- La conjugaison semi-inchoative dans le sud-ouest, Revue des patois gallo-romans, III (1890), p. 103-105.
- La méthode graphique appliquée à la recherche des transformations inconscientes du langage, Revue des patois gallo-romans, t. 4, 1891, pp. 209-213
- Critique des réformes orthographiques, 1890.
- L's devant p, t, c, dans les Alpes, Etudes romanes, dédiées à Gaston Paris, le 29 décembre 1890 (25e anniversaire de son doctorat ès lettres) par ses élèves français et ses élèves étrangers des pays de langue française, E. Bouillon, Paris, 1891, 475-486
- De vocabulorum congruentia in rustico Cellae Fruini sermone, 1892, Paris, Welter, 59 p., gr. in-8°. Thèse secondaire pour le doctorat ès lettres.
- L'Orthographe française, Bulletin de l'Institut catholique de Paris, janvier 1892, p. 18-34.
- Récits du Moulin Neuf (Textes patois), Bulletin de la Société des parlers de France, I, 1893-1899, Paris, Welter, p. 20-25.
- Notes pour les enquêtes linguistiques, Bulletin de la Société des parlers de France, p. 26-32, 68.
- Notes sur l'amuissement de l’s devant consonne dans les départements du Lot-et-Garonne et de-la Dordogne, Bulletin de la Société des parlers de France, I, 1893-1899, p. 85-92.
- Phonétique expérimentale (Note sur le tambour inscripteur), Le Maître phonétique, 1894, p. 16-17.
- Compte rendu de Ch. Roussey, Glossaire de Bournois, Revue des parlers de France, 1894, p. 160-169.
- Une université allemande. (Greifswald), I. L’université, II. Les gens de l'université. Les professeurs, III. Les étudiants, IV. Cours de vacances, Bulletin de l'Institut catholique de Paris, 1894, p. 17-32, p. 157-177, p. 235-254 ; 1895, p. 49-68.
- La phonétique expérimentale, Bulletin de l'Institut catholique de Paris, novembre 1894, p. 366-384.
- Sur la marche des évolutions phonétiques d’après quelques dialectes bas-allemands, Compte rendu du troisième Congrès scientifique international des catholiques tenu à Bruxelles du 3 au 8 septembre 1894, Société belge de librairie, 1895, p. 175-192
- Le Laboratoire de Phonétique expérimentale au Collège de France, Revue de l'enseignement supérieur, T34, juillet 1897
- La Parole, Revue internationale de rhinologie, otologie, laryngologie et phonétique expérimentale. Directeurs : Marcel Nattier et l'Abbé Rousselot, Paris, Institut de laryngologie et orthophonie, 1899-1904, 5 vol. gr. in-8°.
- La phonétique expérimentale. Appareils et perfectionnements nouveaux. La Parole, I (1899), p. 1-10
- Rapport sur les travaux de l'École des Lettres de l'Institut catholique de Paris, Revue de l'Institut catholique de Paris, 1897, p. 32-38; 1904, p. 524-525 ; 1908, p. 531-534 ; 1919, p. 300-307.
- Note sur les évolutions phonétiques, La Parole, I, p. 127-136.
- Les articulations irlandaises étudiées à l'aide du palais artificiel, La Parole, I, p. 241-262.
- Historique des applications pratiques de la phonétique expérimentale, La Parole I,1899, p. 401-417.
- Études de prononciations parisiennes, La Parole, I, p. 481-549.
- Recherches de phonétique expérimentale sur la marche des évolutions phonétiques, d'après quelques dialectes bas-allemands, La Parole, I, p. 769-790.
- Sur la prononciation des aspirées grecques, par Antoine Meillet et l'abbé Rousselot, La Parole, 1901, p. 449-459.
- L'enseignement de la prononciation par la vue, La Parole (1901), p. 577-592 ; (1902), p. 79-83, 385-394, 513-529.
- Synthèse phonétique. Reconstitution des groupes s et z + nasale en zend et en vieux perse, La Parole (1901), p. 641-667.
- La parole avec un larynx artificiel, La Parole (1902), p. 65-79.
- Les sources d'Aymerillot, Revue de l'Institut catholique de Paris, 1902, p. 159-177.
- Allocution prononcée au mariage de M. et Mme F. Laclotte, 1903, 18 p., in-12.
- Phonétique expérimentale et surdité. Recherches d'acoustique phonétique et médicale. La Parole (1903), p. 7-216
- Sur les caractéristiques des voyelles, les gammes vocaliques et leurs intervalles. Note de M. l'abbé ROUSSELOT, présentée par M. Mascart. Comptes rendus hebdomadaires des séances de l'Académie des sciences, 6 juillet 1903, p. 40-43.
- Gaston Paris, Revue de l'Institut catholique de Paris, mai-juin 1904, p. 193-218.
- La Vierge Marie dans la poésie française, Revue de l'Institut catholique de Paris, 1904.
- L'Immaculée Conception à l'Institut catholique de Paris, 1904, in-8°.
- Edouard Koschwitz, Revue de l'Institut catholique de Paris, juillet-août 1906, p. 317-340
- Une réforme catholique, Revue de l'Institut catholique de Paris, 1907, p. 289-303.
- Revue de phonétique publiées par l'abbé Rousselot et Hubert Pernot, Paris, 23, rue des Fossés-Saint-Jacques, tomes I-IV, 1911-1925, in-8°
- Notre programme, Revue de phonétique, t. 1, pp. 5-10.
- Phonétique expérimentale et « Instrumentalphonetik », Revue de Phonétique, 1, p. 11-16.
- Classification des voyelles orales. Désignations des nuances de timbre et signes pour les représenter, Revue de phonétique, II (1911) ; p. 17-32.
- La phonétique expérimentale jugée par M. Jespersen, Revue de phonétique I (1911), p. 105-113.
- Dictionnaire de la prononciation française, Revue de Phonétique, I (1911), 79-92, 169-180, 293-296, 357-370 ; II (1912), p. 159-191, 260-285 ; III (1913), p. 50-83 ; IV (1914), p. 71-83.
- Critique d'expériences, Revue de phonétique, I (1911), p. 201-231.
- Phonétique d'un groupe d'Aïnos, Revue de phonétique II (1912), p. 5-49.
- Phonétique malgache, Revue de phonétique, II (1912), 364-388 ; III (1913), p. 5-49, 119-152.
- Ce qu'un phonéticien peut apprendre d'une pendule, Revue de phonétique, IV (1914), p. 5-45.
- Note sur le nom d'Auteuil, conférence donnée à la Société historique d'Auteuil et de Passy, 4 p. in-8°, s. l. n. d.
- Conférence sur l'évolution de la science du langage dans les cinquante dernières années, Bulletin & Mémoires de la Société archéologique et historique de la Charente, 8e série, t. 12, 1921, p. 79-92
- Enquête préparatoire au glossaire général de la Charente, Bulletin & Mémoires de la Société archéologique et historique de la Charente, 8e série, t. 13, 1922, p. 110-115
- Sur un signe auditif de spécificité, Note de MM. Rousselot et A. Marie, présentée par M. d'Arsonval, Comptes rendus hebdomadaires des séances de l'Académie des sciences, 1 janvier 1922, p. 79-80
- Morphologie humaine et phonétique expérimentale, conférence donnée à la Sorbonne, le 27 juin 1922, Société de morphologie, 16 p.
- Cartes linguistiques du glossaire général de la Charente, Bulletin & Mémoires de la Société archéologique et historique de la Charente, 8e série, t. 14, 1923, p. 123-124
- Aperçu de l'œuvre de la phonétique expérimentale, discours prononcé à la distribution des prix de l'école de l'Immaculée Conception de Pau, le 13 juillet 1923 (1923) chez Lescher Moutoué à Pau, 37 p. in-8°.
- Note sur la prononciation du latin (Courrier musical lorrain, avril, octobre, novembre 1924). À Nancy, 18, rue des Dominicains, 7 p.